# Angelica Fădor
Angelica Fădor (n. 15 octombrie 1977, Iacobeni, România) este un deputat român, ales în 2016. În perioada 2008-2016, Angelica Fădor a fost primar în comuna Iacobeni.